# Lexx
Lexx – amerykański serial przygodowy z elementami science fiction, emitowany w latach 1997-2002 w USA.

## Fabuła
Grupa zdesperowanych uchodźców uciekających przed międzyplanetarną tyranią przejmuje kontrolę nad ogromnym i potężnym statkiem kosmicznym.

## Obsada
- Reżyseria:
  - Chris Bould
  - Jörg Buttgereit
  - Paul Donovan
  - William Fleming
  - Srinivas Krishna
  - Stephen Manuel
  - Bruce McDonald
  - David McLeod
  - Stefan Ronowicz
  - Christoph Schrewe
  - Robert Sigl
  - Stephan Wagner
- Scenariusz
  - Paul Donovan
  - Lex Gigeroff
  - Jeffrey Hirschfield
- Produkcja:
  - Wolfram Tichy
- Muzyka:
  - Marty Simon
- Zdjęcia:
  - Les Krizsan
- Scenografia:
  - Tim Bider
  - Gerry Kunz
  - Shelley Nieder
  - Jill Aslin
  - Till Fuhrmann
  - David Hackl
  - Ingolf Hetscher
  - Emanuel Jannasch
  - Alexander Knop
  - Mark Laing
  - Nigel Scott
  - Mike Starr
  - Frank Wiemann
- Wystąpili:
  - Brian Downey jako Stanley H. Tweedle
  - Eva Habermann jako Zev Bellringer (1997-1998)
  - Michael McManus jako Kai
  - Xenia Seeberg jako Xev Bellringer (1998-2002)
  - Jeffrey Hirschfield jako 790 (głos)
  - Tom Gallant jako Lexx (głos)
  - Louise Wischermann jako Lyekka (1998-2000)
  - Dieter Laser jako Mantrid (1998-1999)
  - Ellen Dubin jako Giggerota (1997)
  - Dan Fredenburgh jako Gordon
  - Anna Kathrin Bleuler jako May (2000)
  - Patricia Zentilli jako Bunny (2000, 2001-2002)
  - Rolf Kanies jako Reginald J. Priest (2001-2002)
  - Nigel Bennett jako Prince (2000-2002)

## Odcinki

### Sezony
| Sezon | Odcinki | Premiera         | Finał            |
| ----- | ------- | ---------------- | ---------------- |
| 1     | 4       | 18 kwietnia 1997 | 11 września 1997 |
| 2     | 20      | 11 grudnia 1998  | 23 kwietnia 1999 |
| 3     | 13      | 6 lutego 2000    | 30 kwietnia 2000 |
| 4     | 24      | 13 lipca 2001    | 26 kwietnia 2002 |